# Ethchlorvynol
Ethchlorvynol /ˌɛθklɔːrˈvaɪnɒl/ là một thuốc an thần GABA-ergic và thôi miên/thuốc ngủ được phát triển bởi Pfizer trong thập niên 1950. Tại Hoa Kỳ, nó đã được Abbott Lab Laboratory bán dưới tên thương mại là Placidyl. Placidyl đã có sẵn trong viên nang chứa gel 200 mg, 500 mg và 750 mg. Trong khi viên nang 500 mg và 750 viên mg được sử dụng để giảm độ trễ giấc ngủ, viên nang 200 mg được dự định sẽ được sử dụng để gây ngủ lại trong trường hợp thức dậy sớm. Abbott đã ngừng sản xuất vào năm 1999, do nó được thay thế bởi gia đình benzodiazepine và sự lạm dụng rộng rãi của nó,  sau đó, placidyl đã có mặt ở Hoa Kỳ khoảng một năm. Mặc dù, về mặt lý thuyết, ethchlorvynol có thể được sản xuất để bán ở Hoa Kỳ bởi một công ty dược phẩm khác (phải được FDA chấp thuận sản xuất như vậy), không có công ty dược phẩm nào chọn làm như vậy. Các cá nhân có đơn thuốc hợp lệ có thể vận chuyển hợp pháp một lượng ethclorvynol hợp lý với họ vào Hoa Kỳ.

## Sử dụng và tác dụng

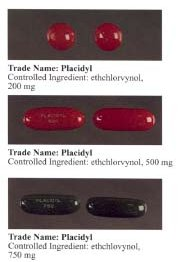

Ethchlorvynol được sử dụng để điều trị chứng mất ngủ, nhưng đơn thuốc cho thuốc đã giảm đáng kể vào năm 1990, vì các thuốc thôi miên khác được coi là an toàn hơn (nghĩa là ít nguy hiểm hơn khi dùng quá liều) trở nên phổ biến hơn nhiều. Nó không còn được quy định tại Hoa Kỳ do không có sẵn, nhưng nó vẫn có sẵn ở một số quốc gia và vẫn sẽ được coi là hợp pháp để sở hữu và sử dụng với một đơn thuốc hợp lệ.
Cùng với tác dụng an thần dự kiến của thư giãn và buồn ngủ, các phản ứng bất lợi với ethchlorvynol bao gồm phát ban da, ngất xỉu, bồn chồn và hưng phấn. Tác dụng phụ điều chỉnh sớm có thể bao gồm buồn nôn và nôn, tê, mờ mắt, đau dạ dày và chóng mặt tạm thời. Không có thuốc giải độc đặc hiệu có sẵn cho ethchlorvynol, và điều trị hỗ trợ với các phác đồ giống như các phương pháp điều trị quá liều barbiturat. Quá liều có thể được đánh dấu bằng một loạt các triệu chứng, bao gồm nhầm lẫn, sốt, tê và yếu ngoại biên, giảm khả năng phối hợp và kiểm soát cơ bắp, nói chậm, giảm nhịp tim, suy hô hấp và quá liều, hôn mê và tử vong.
Như với tất cả các chất chủ vận thụ thể GABAA, Placidyl có thể hình thành thói quen và cực kỳ gây nghiện về thể chất (với khả năng cai nghiện gây chết người giống như chứng run mê sảng và cai thuốc benzodiazepine). Sau khi sử dụng kéo dài, các triệu chứng cai thuốc có thể bao gồm co giật, ảo giác và mất trí nhớ. Như với hầu hết các thuốc thôi miên, Placidyl được chỉ định sử dụng trong điều trị chứng mất ngủ trong một khoảng thời gian ngắn (một hoặc hai tuần). Tuy nhiên, dù sao cũng không có gì lạ khi các bác sĩ kê toa thuốc placidyl (và các thuốc thôi miên khác) trong thời gian dài, vì hiện nay thuốc được kê đơn hiện nay.
Vào cuối những năm 1970, ethchlorvynol đôi khi được kê đơn quá mức gây ra một dịch bệnh nhỏ của những người nhanh chóng nghiện loại thuốc mạnh mẽ này. Elvis Presley khá yêu thích Placidyl, Thẩm phán Tòa án tối cao William Rehnquist đã phải nhập viện để cai nghiện Placidyl, cũng như Steven Tyler của Aerosmith. Tử vong thường xuyên sẽ xảy ra khi những người nghiện sẽ cố gắng tiêm thuốc trực tiếp vào tĩnh mạch hoặc động mạch. Ethchlorvynol không tương thích với tiêm tĩnh mạch và chấn thương nghiêm trọng (bao gồm mất chân tay do chấn thương mạch máu) hoặc tử vong có thể xảy ra khi sử dụng theo cách này.

## Hóa học
Ethchlorvynol là một thành viên của nhóm các carbinol an thần - thôi miên, bao gồm methylparafynol và rượu tert-amyl. Nó không phải là một dẫn xuất của benzodiazepine, carbamate hoặc axit barbituric và cấu trúc phân tử của nó đơn giản hơn đáng kể. Tên hệ thống của ethchlorvynol thường được đặt tên là ethyl 2-chlorov502 ethynyl carbinol hoặc 1-chloro-3-ethylpent-1-en-4-yn-3-ol. Công thức thực nghiệm của nó là C 7 H 9 ClO.
Ethchlorvynol được tổng hợp bởi một ethynylation phản ứng sử dụng lithium acetylide và 1-chloro-1-penten-3-one trong amonia lỏng, tiếp theo là axit làm việc-up.
Este carbamate của ethchlorvynol đã được điều tra và được chứng minh là khởi phát chậm hơn, thời gian dài hơn và tăng hiệu lực nhưng không được phát triển thương mại.